# مرسی استریت (مجموعه تلویزیونی)
مرسی استریت (انگلیسی: Mercy Street) سریالی با زبان اصلی انگلیسی است که در مورد جنگ داخلی آمریکا ساخته شده است. برای نخستین بار پخش آن از بی‌بی‌اس از تاریخ ۱۴ ژانویه ۲۰۱۶ آغاز شد و تا ۵ مارس ۲۰۱۷ با ۳/۳ میلیون بیننده ادامه یافت.